# 阿格拉爾諾耶

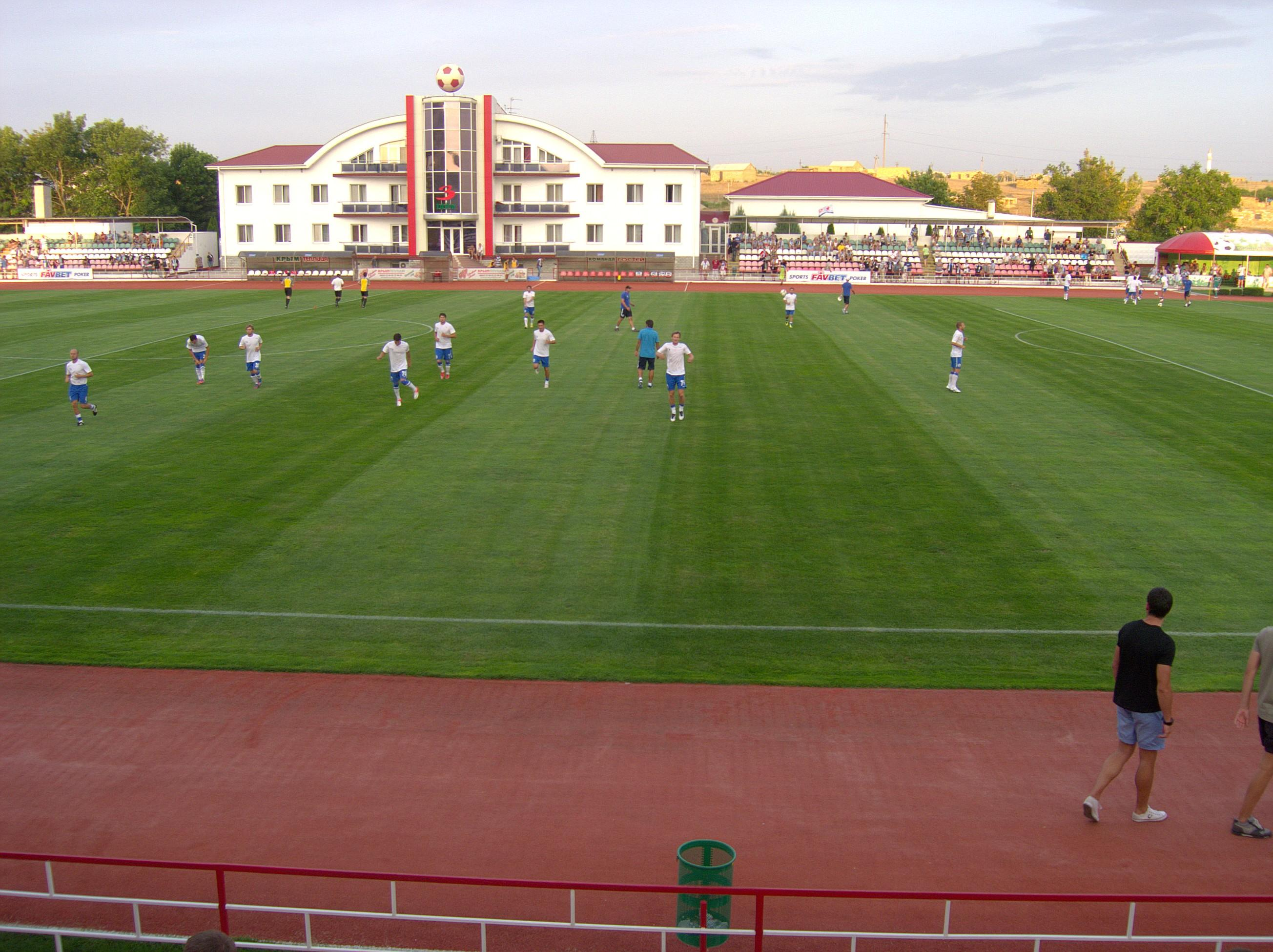
体育场

阿赫拉爾內（烏克蘭語：Аграрне），又按俄語名譯為阿格拉爾諾耶（俄语：Аграрное），是法理上烏克蘭克里米亚自治共和国南部辛菲罗波尔区的市級鎮，但事实上是俄罗斯克里米亞共和國辛菲罗波尔市议会辖区内的市级镇。該鎮距離辛菲羅波爾5公里，面積0.6平方公里，海拔高度258米，2014年人口6,093，人口密度每平方公里10,155人。